# Bessie Schönberg
Bessie Schönberg Varley, née le 27 décembre 1906 à Hanovre et morte le 14 mai 1997 à Bronxville dans l'État de New York, est une danseuse et pédagogue américaine.

## Biographie
Quittant l'Allemagne à 17 ans, elle s'installa à New York et dansa avec Martha Graham jusqu'en 1931. À la suite d'une blessure au genou, elle se reconvertit dans l'enseignement et fut la professeur de chorégraphes comme Lucinda Childs, Meredith Monk ou Carolyn Adams. Elle enseignait notamment au Sarah Lawrence College, à la Juilliard School, à l'Université de New York et à l'Université Wesleyenne de Middletown au Connecticut.
En 1988, elle reçut le New York Dance and Performance Award, qui sera dès lors connu sous le nom de Bessie Awards en son honneur.